# Gestreifte Puppenschnecke
Die Gestreifte Puppenschnecke (Pupilla sterrii), auch Gerippte Puppenschnecke genannt, ist eine Schneckenart aus der Familie der Puppenschnecken, die zur Unterordnung der Landlungenschnecken (Stylommatophora) gerechnet wird.

## Merkmale
Das zylinderförmige Gehäuse ist 2,8 bis 3,5 mm hoch (bis 3,7 mm hoch) und 1,5 bis 1,7 mm breit. Es hat sechs bis sieben an der Peripherie stark gewölbte Windungen, die durch eine tiefe Naht voneinander getrennt sind. Der Apex ist gerundet und niedrig. Der helle Nackenwulst ist kräftig entwickelt. Er ist durch eine rinnenartige Einschnürung vom dünnen, stark erweiterten Mundsaum abgesetzt. Die Mündung ist schief-eiförmig, der Mundsaum nach außen gebogen. Die Mündung ist mit zwei Zähnen bewehrt, ein Palatalzahn und ein Parietalzahn. Der Parietalzahn ist meist klein, der Palatalzahn ist dagegen verdickt und beim senkrechter Aufsicht auf die Mündung gut zu erkennen. sehen. Die Oberfläche ist mit vergleichsweise groben Anwachsstreifen bedeckt.  Das Gehäuse ist rötlich-braun bis hornfarben. Durch die Anwachsstreifen sieht die Oberfläche wie seidig-glänzend aus.

### Ähnliche Arten
Das Gehäuse ist gröber gestreift als die anderen europäischen Pupilla-Arten. Verglichen mit der Moos-Puppenschnecke (Pupilla muscorum) ist das Gehäuse mehr zylinderförmig, die Mündung ist etwas kleiner. Das ähnliche Gehäuse der Dreizähnigen Puppenschnecke ist in den absoluten Maßen kleiner und im Verhältnis meist etwas schmaler. In der Mündung sind meist drei Zähne vorhanden. Der Palatalzahn ist bei der Gestreiften Puppenschnecke etwas runder und steht dichter am Mündungsrand.

## Geographische Verbreitung und Lebensraum
Die Vorkommen der Gestreiften Puppenschnecke sind sehr zerstreut. Sie kommt in den Alpen, den Karpaten, Bulgarien, in Albanien, in der Ukraine, in der Türkei, im nördlichen Kaukasus und in Nordwestchina vor. In Deutschland wurde sie im Fränkischen Jura und in Thüringen gefunden.
Die Gestreifte Puppenschnecke lebt meist montan auf grasigen, sonnenexponierten, felsigen, sehr trockenen und warmen Standorten auf kalkhaltigem Untergrund. Sie hält sich dort am Fuß freistehender Felsen im Mulm oder unter abgestorbenen Pflanzenteilen auf. In den Alpen steigt sie bis auf 2800 m über Meereshöhe an.

## Lebensweise
Die Tiere sind ovovivipar, d. h. die Eier entwickeln sich sukzessive im Uterus. Es sind meist mehrere (bis etwa fünf) unterschiedlich weit entwickelte Embryonen im Uterus vorhanden. Die Jungen verlassen den Uterus als fertige kleine Tierchen.

## Taxonomie
Das Taxon wurde 1840 von Ignaz von Voith in einem Werk von Fortunatus Forster als Pupa Sterrii erstmals beschrieben. Es wird heute allgemein anerkannt und zur Gattung Pupilla gestellt.
Synonyme sind: Pupa aridula Held, 1843, Pupa striatissa, Gredler, 1856, Pupilla cupa f. carpathica Kimakowicz, 1890 und Pupa cupa Jan, 1932 (sensu Geyer, 1927).

## Gefährdung
Die Art ist in Deutschland stark gefährdet.

## Belege

## Anmerkung
1. ↑  Welter-Schultes führt Fortunatus Forster als Autor. Dies ist nicht korrekt. „If a work is by more than one person but it is clear from the contents that only one of these is responsible for the name or act, then that person is the author; otherwise the author of the work is deemed to be the author of the name or act.“ (IRZN Art. 50.1.). Dies ist hier der Fall: „Diese neue Art wurde von Herrn Theologen Sterr bei Abach lebend entdeckt, von Hrn. Direktor v. Voith ihm zu Ehren benannt und auf folgende Art beschrieben: ... “ Auch eine zweite Beschreibung vor dieser Bemerkung ist mit P. Sterrii de Voith signiert. Es gibt auch keinen Hinweis in der Arbeit, dass Fortunatus Forster den neuen Namen für sich in Anspruch genommen hätte bzw. für den neuen wissenschaftlichen Namen und die Beschreibung die Verantwortung übernommen hätte. Der Autor des Taxons ist Ignaz von Voith.